# Ante Palaversa
Ante Palaversa (Split, Croacia, 6 de abril de 2000) es un futbolista croata que juega como centrocampista en el Aberdeen F. C. de la Scottish Premiership.

## Trayectoria
Nacido en Split, Croacia, comenzó su carrera en la academia del Hajduk Split. Al término de la temporada 2016-17, ganó el premio al Mejor Jugador de la Liga Juvenil y posteriormente fue ascendido al filial. Después de jugar regularmente para el equipo filial en la segunda división, fue ascendido al primer equipo del Hajduk Split en junio de 2018 por el entrenador Željko Kopić. 
El 26 de julio de 2018 hizo su debut con el primer equipo, entrando como suplente en la victoria por 1-0 sobre el Slavia Sofia búlgaro en el partido de clasificación de la Liga Europa de la UEFA. El 26 de agosto de 2018 marcó su primer gol para el Hajduk Split en el empate 2-2 contra el Inter Zaprešić, anotando una volea desde los 21 metros.
El 28 de enero de 2019 firmó por el Manchester City por un traspaso que ascendió a 7 millones de euros, y regresó cedido al Hajduk Split hasta el final de temporada. Durante la 2019-20 fue cedido al K. V. Oostende, en donde jugó 19 encuentros.
El 31 de agosto de 2020 se marchó al Getafe C. F. El 26 de enero de 2021 rescindió su contrato de cesión con el equipo madrileño ante la falta de oportunidades y, a su vez, el Manchester City lo cedió al K. V. Kortrijk. Allí estuvo una temporada y media. En agosto de 2022 se desvinculó del Manchester City y fichó por el E. S. Troyes A. C. con un contrato de tres años.
El 8 de agosto de 2024 fue traspasado al Aberdeen F. C. con el que firmó por un año más dos opcionales.

## Selección nacional
Ha sido internacional con la selección de Croacia en las categorías sub-15, sub-16, sub-17, sub-18 y sub-19.
En la categoría sub-15 debutó el 25 de abril de 2014 en la derrota de su selección por 3-0 ante la selección sub-16 de Eslovenia. Un día después marcó su primer gol ante la selección sub-15 de los Estados Unidos, donde cayeron goleados con un resultado de 2-6.
En la categoría sub-16 debutó el 8 de marzo de 2016 en las derrotas de su selección por 0-3 y 1-3, respectivamente ante la selección sub-16 de Turquía.
En la categoría sub-17 hizo su debut en el empate por 1-1 ante la selección sub-17 de Japón el 17 de julio de 2016, llegando a jugar 12 partidos con su selección en total. 
Con la categoría sub-18 debutó en la victoria de su equipo por 3-0 frente a la selección sub-18 de Gales el 20 de marzo de 2018. Dos días después estuvo presente en la segunda victoria de su selección de nuevo ante Gales, esta vez con un resultado de 2-1 a favor de los croatas.
Finalmente, en la categoría sub-19 debutó el 8 de noviembre de 2017 en la victoria de su selección por 3-0 ante la selección sub-19 de San Marino, en el partido de clasificatoria a la Eurocopa sub-19. 3 días después estuvo presente en el empate de su selección ante la selección sub-19 de Letonia, con un resultado de 0-0.

## Clubes
| Club                           | País       | Año       |
| ------------------------------ | ---------- | --------- |
| H. N. K. Hajduk Split "II"     | Croacia    | 2016-2018 |
| H. N. K. Hajduk Split          | Croacia    | 2018-2019 |
| Manchester City F. C.          | Inglaterra | 2019-2022 |
| H. N. K. Hajduk Split (cedido) | Croacia    | 2019      |
| K. V. Oostende (cedido)        | Bélgica    | 2019-2020 |
| Getafe C. F. (cedido)          | España     | 2020-2021 |
| K. V. Kortrijk (cedido)        | Bélgica    | 2021-2022 |
| E. S. Troyes A. C.             | Francia    | 2022-2024 |
| Aberdeen F. C.                 | Escocia    | 2024-     |

## Palmarés

### Títulos nacionales
| Título          | Club           | País    | Año  |
| --------------- | -------------- | ------- | ---- |
| Copa de Escocia | Aberdeen F. C. | Escocia | 2025 |